# Gavin Kelly
Gavin John Kelly (ur. 6 stycznia 1968) – australijski judoka.
Uczestnik mistrzostw świata w 1989, 1997, 2001 i 2003. Startował w Pucharze Świata w latach 1996, 1997, 1999, 2001 i 2012. Brązowy medalista igrzysk wspólnoty narodów w 1990. Zdobył piętnaście medali mistrzostw Oceanii w latach 1988 - 2013. Mistrz Australii w latach 1989, 1995–1998, 2003, 2004, 2007, 2011 i 2012 roku.